# Bar Bigha
Bar Bigha är en ort i Indien.   Den ligger i distriktet Sheikhpura och delstaten Bihar, i den nordöstra delen av landet, 900 km öster om huvudstaden New Delhi. Bar Bigha ligger 55 meter över havet och antalet invånare är 41 758.
Terrängen runt Bar Bigha är mycket platt. Runt Bar Bigha är det tätbefolkat, med 591 invånare per kvadratkilometer. Närmaste större samhälle är Sarmera, 7,8 km nordost om Bar Bigha. Trakten runt Bar Bigha består till största delen av jordbruksmark.